# 八里庄街道 (海淀区)
八里庄街道，是中华人民共和国北京市海淀區下辖的一个乡镇级行政单位。此处常被称为西八里庄，与朝阳的东八里庄相对，两者几乎处于同一水平线上。

## 行政区划
八里庄街道下辖以下地区：
核二院社区、核情报所社区、三0四医院社区、水文社区、东八里社区、首师大社区、北洼路第三社区、首师大北校园社区、南玲珑巷社区、北玲珑巷社区、中海雅园社区、鼎力社区、双紫园社区、八宝庄社区、肿瘤医院社区、中化社区、定慧东里社区、定慧西里第一社区、定慧西里第二社区、西八里社区、八里庄北里社区、恩济里社区、定慧北里第一社区、定慧北里第二社区、恩济庄社区、46号院社区、永安东里社区、亮甲店社区、徐庄社区、五路社区、美丽园社区、北京印象社区、世纪新景园社区、裕泽园社区和颐慧佳园社区。

## 教育机构
- 首都师范大学
  - 首都师范大学附属中学
- 北京市盲人学校
- 北京市海淀区教师进修学校附属实验学校（南校区）
- 北京市二十一世纪国际学校
- 海淀区实验小学